# 다나바

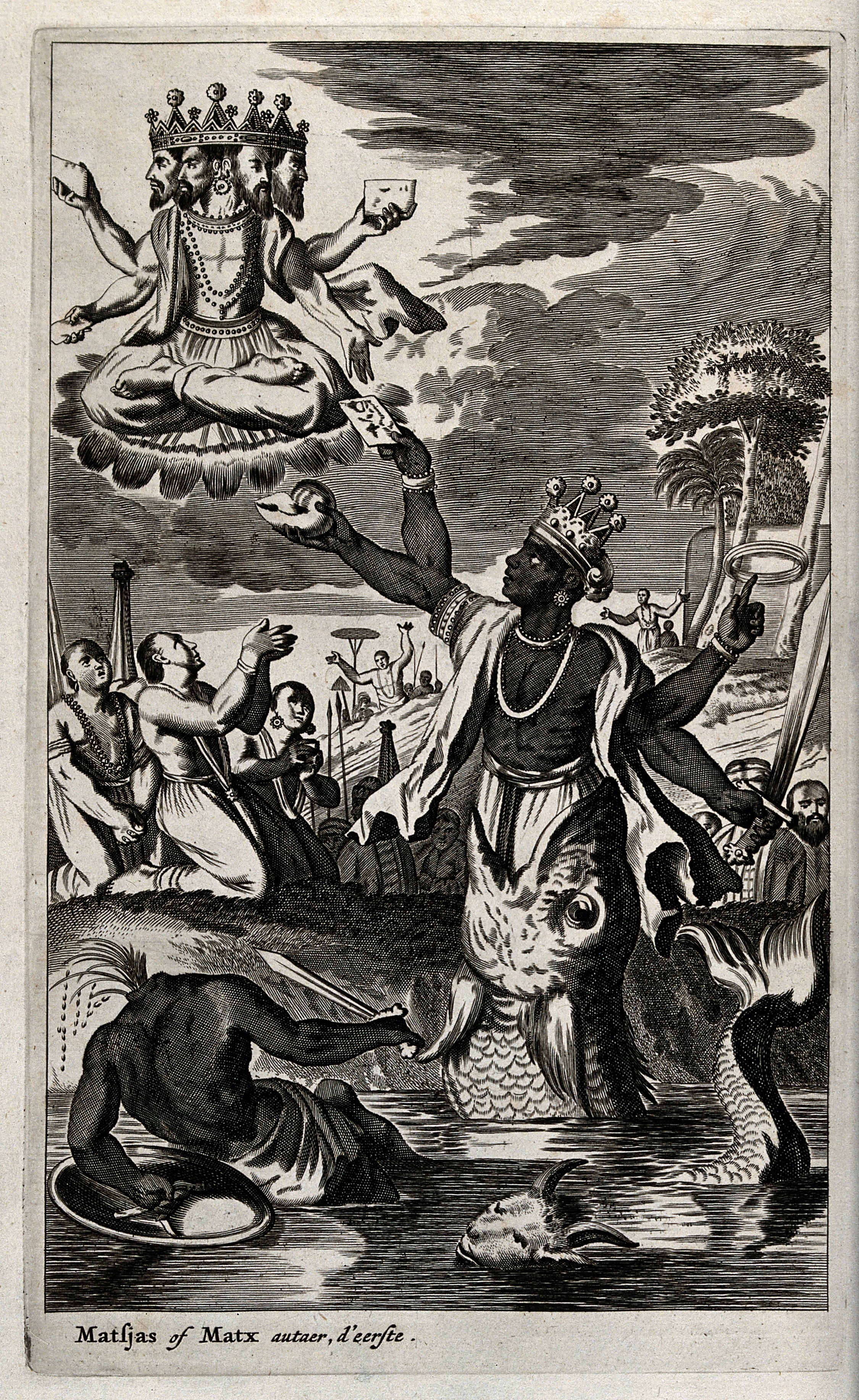
마츠야가 하야그리바라는 다나바를 죽이는 모습.

인도 신화에서 다나바는 카샤파와 그의 아내이자 시조신 다크샤의 딸인 다누의 후손들이다. 백 명의 다나바가 있다고 언급된다.

## 기원
다나바는 다양한 힌두교 경전에서 발견되는 데바와 다이티야의 이복형제인 아수라의 신화적인 종족이다. 다나바는 더 큰 아수라 집단의 일부이며, 일반적으로 힌두 신들에 반대하는 것으로 묘사된다. 그러나 역사적으로 힌두교에서 그들의 역할은 다양하며 때로는 다나바와 힌두 신들의 구별이 복잡하여 서로를 구별하기 어렵다.

### 어원
다나바라는 이름은 어머니의 이름인 다누에서 유래한다. 다나바와 다누 모두 '주다'를 의미하는 베다어 Da에서 파생되었다. 아난다 쿠마스와미는 이 단어가 관대함을 의미한다고 제안한다. 그들의 이름에 대한 또 다른 해석은 다누와 그녀의 첫째 아들(이자 악마)인 브리트라와의 관계와 관련이 있다. 인도 신화에서 브리트라는 베다 신 인드라를 속이기 위해 원초적인 물이나 축복받은 물 속에 숨는다. 이 신화에서 다누는 그가 숨어 있는 원초적인 물로 구현된다. 다누와 다나바의 이름, 그리고 다누의 많은 아들들에게 주어진 개별 이름은 베다와 푸라나 문헌에 따라 다르며, 그들의 어원적 기원이 어디에 있는지 혼란을 야기한다.

### 이야기
데바는 사트야 유가 동안 다나바를 스바르가에서 추방했다. 추방 후 다나바는 빈디아 산맥에 피난처를 삼았다고 전해진다.

### 가계도
아수라의 계보 역사는 다양한 문헌, 특히 마하바라타에 설명되어 있다. 악마 또는 아수라의 계보는 브라흐마의 여섯 아들로 시작된다. 아들 중 한 명인 마리치는 카샤파의 아버지였고, 카샤파는 디티와 다누를 포함한 닥샤의 딸 13명과 결혼했다. 디티와 다누의 자녀는 힌두 신화에서 가장 잘 알려진 악마들 중 하나이다. 디티의 자녀는 다이티야로 알려져 있으며, 다누의 자녀는 다나바로 알려져 있다.
다나바와 다이티야의 이름은 리그베다와 같은 초기 베다 문헌과 마하바라타에 불규칙하게 발견되고 묘사된다. 브릴의 힌두교 백과사전은 "... 마하바라타에서 브리트라는 다나유의 아들이고, 리그베다(1.32.9)는 브리트라를 다누의 아들이라고 말한다."고 기술한다. 그러나 리그베다의 2-7권에서는 브리트라가 아수라나 악마로 간주되지 않으며, 다누나 다나바에 대한 언급은 전혀 없다.
- 브라흐마
  - 마리치
    - 카샤파
      - 다누
        - 아슈바
        - 아슈바기리
        - 아슈바그리바
        - 아슈바파티
        - 아슈바산쿠
        - 아슈바시라스
        - 아유무카
        - 다나유
        - 디르가지바
        - 에카차크라
        - 에카크샤
        - 가가나무르다나
        - 가비스타르
        - 하라
        - 하야그리바
        - 이스르파
        - 카반다
        - 카파타 (또는 베가바트)
        - 카빌라
        - 카람바
        - 케신
        - 케투마트
        - 쿠파타
        - 마야다나브
        - 므르타파
        - 나라카
        - 니찬드라
        - 니쿰바
        - 프랄람바
        - 풀로만
        - 람바
        - 살라바
        - 산카라
        - 산쿠시라스
        - 사라바
        - 사타
        - 사트루트파나
        - 스와르바누
        - 투훈드라
        - 비프라치티
        - 브리트라

다른 경우에는 악마의 가계도 뿌리가 강조되지 않는다. 악마는 때때로 인간으로 살면서 적절하고 올바른 장례 의식을 치르지 않은 친척들에 의해 학대받았던 선조의 죽은 존재로 묘사되기도 한다.

## 물리적 외형
다이티야와 다나바는 그들의 상대인 데바와 동일한 물리적 특징과 특성을 공유한다. 힌두교에서 마야 또는 환상의 힘은 선하고 악한 초자연적인 존재 모두가 소유한다. 환상의 힘은 존재들이 물리적 형태를 바꿀 수 있게 한다. 특정 문헌에서 그들의 광범위한 역할에도 불구하고, 문학이나 예술에서 다나바 자체의 물리적 특성이나 데바와 결합된 특성의 많은 예시는 없다.

## 문학
힌두교의 초자연적인 존재에 대한 광범위한 연구는 그들의 모호성에 초점을 맞춘다. 선하고 악한 초자연적인 존재 모두는 악의적이고 강력하면서도 자비로운 성격을 보여준다. 따라서 때로는 적대적인 존재들의 역할을 구별하기 어렵다. 이는 특히 이들 존재의 적대적 특성이 강조되지 않는 초기 베다 문학에서 분명하다. 많은 신화나 찬가에서 그들은 서로 동일한 행동을 수행한다. 따라서 다나바의 역할은 베다 문학에서 거의 구별되거나 언급되지 않는다. 오플래허티와 도니거는 마하바라타와 같은 후기 문헌에서는 이러한 존재들이 "두 개의 분리된 계급"의 일부로 서서히 간주되며, "각자는 자신의 일을 한다 – 신들은 희생을 장려하고, 악마들은 그것을 파괴한다 – 그러나 악마들에게는 부도덕성이 없다; 그들은 단지 파괴적인 일을 할 뿐이다..."라고 말한다. 반면, 초기 베다 시대에는 카스트 기반의 숭배 구조 테마가 두드러지지 않았다.

## 신화

### 나티아샤스트라
나티아샤스트라에서 다나바는 무용수들을 방해하는 사악한 악마로 묘사된다. 특히 나티아샤스트라의 첫 장에서 다나바는 힌두 신들에게 바쳐진 중요한 행사 중에 무용수들의 공연을 얼어붙게 하고 멈추게 한다. 신들을 격분시킨 다나바는 인드라의 공격을 받고 패배하며, 무용수들을 위한 밀폐된 안전한 춤 경기장이 만들어진다. 그 후, 다나바의 패배를 묘사하는 춤극이 경기장에서 공연되어 악마들을 더욱 화나게 한다. 다나바의 항의는 창조신 브라흐마에게만 유보된다. 브라흐마는 다나바에게 춤극이 참가자와 관객이 신성하거나 신들과 하나가 되게 한다고 조언한다. 따라서 일부 학자들은 브라흐마의 답변을 춤이 숭배에서 중요한 역할을 한다는 의미로 해석한다.

### 인드라-브리트라 이야기
인드라-브리트라 이야기는 다나바의 저명한 아들인 다누의 아들이 등장하는 유일하게 알려진 이야기이다. 이 신화들은 데바와 아수라의 경쟁 관계를 확고히 한다. 인드라와 브리트라의 투쟁은 '질서'(sat)가 '혼돈'(asat)에서 탄생하는 것을 논하는 "우주 생성 신화" 역할을 한다.

### 마야수라
마야수라는 다나바의 저명한 일원으로 마하바라타 전반에 걸쳐 광범위하게 발견된다. 그는 인기 있는 건축가였으며 신들의 건축가인 비슈바카르마의 경쟁자였다. 그는 또한 힌두 신화의 주요 적대자인 라바나의 장인이기도 하다. 그는 수리야 싯단타를 저술했다. 그러나 그는 주로 건축으로 가장 잘 알려져 있다. 마하바라타의 사바 파르바에서 마야 다나바는 판다바 형제들을 위해 '마야사바' 또는 환상의 궁전을 지었다. 여기서 마야수라는 아르주나에게 지도를 구했고, 그와 판다바를 위해 가치 있는 것을 짓고 싶다고 조언했다. 아르주나와 바이삼파야나가 무엇을 지어야 할지 논의한 후, 크리슈나는 마야에게 신과 같은 궁전을 지으라고 조언했다. 강굴리에 의해 번역된 바와 같이, 크리슈나는 자신이 원하는 것을 숙고하고 발표한다. 마야는 2권 전체에서 마야 다나바라고 불리지만, 디티의 아들로 언급된다.
우주의 주인이자 모든 사물의 창조자인 크리슈나는 마음속으로 생각한 후 마야에게 이렇게 명령했다. '만약 네가 모든 예술가 중에서 으뜸인 디티의 아들로서 의로운 유디슈티라에게 선을 행하고자 한다면, 네가 선택한 대로 웅장한 사바(회의장)를 지어라. 또한, 마야여, 인간 세상의 사람들이 안에서 주의 깊게 살펴도 모방할 수 없는 궁전을 지어라. 그리고, 마야여, 우리가 신적, 아수라적, 인간적 디자인이 결합된 저택을 볼 수 있는 건물을 지어라.

다른 곳에서 마야수라는 트리푸라, 즉 금, 은, 철로 된 세 도시를 건설했다. 그는 또한 랑카에 랑카푸리 도시를 건설했다.

## 같이 보기
- 아수라
- 바가바타 푸라나
- 다이티야
- 다나오스의 딸들
- 다뉴브강 다누-베
- 덴옌
- 데위 다누
- 칼라케야
- 쿠쿨칸
- 아수라 목록
- 나가
- 니바타카바차
- 라크샤사
- 단 지파
- 투어허 데 다넌